# Bitomus braconinus
Bitomus braconinus är en stekelart som beskrevs av Szepligeti 1910. Bitomus braconinus ingår i släktet Bitomus och familjen bracksteklar. Inga underarter finns listade.